# 沈福儒
沈福儒（1942年8月22日—2023年6月15日），天津人，中国足球运动员、足球教练、足球解说员，毕业于天津体育学院，原中国国家足球队队员，第二届全运会足球比赛冠军。
沈福儒近年来在天津电视台体育频道担任足球解说嘉宾，其解说全部使用天津话，且用词幽默风趣，曾因此得到媒体专题报道。

## 经历

### 早年
1942年8月22日出生于天津。1950年入读土城小学，开始接触足球。1955年，考入天津市第四十二中学并进入校足球队，后被李玉森看中，将其送入新华路业余体校足球班。1958年被保送至天津体育学院。

### 球员生涯
1959年入选天津青年队，1965年夺得第二届全运会足球比赛冠军。
1965年第一次入选中国国家足球队。
1972年因在天津队与塞拉利昂队比赛时，遭遇膝关节半月板破裂、副韧带撕裂，而退役。

### 教练生涯
1973年，担任天津足球队主教练。
1977年，转任天津青少年队主教练。
1981年，夺得全国青年联赛冠军。
1984年，再次夺得全国青年联赛冠军。
1992年，转任天津队主教练。
1996年，厦门市重新组建厦门足球俱乐部，经天津市体委推荐，担任厦门主教练，带领球队在决赛阶段B组出线后，不敌深圳金鹏，被挡在半决赛之外。
1998年，任广州白云山主教练，主持建队，获得乙级联赛冠军，实现“当年组队、当年参赛、当年夺冠”。
1999年，甲B联赛中，因前五轮带队取得1平4负的糟糕成绩而被李勇取代，又因李勇未能获得良好成绩的背景下，从而在联赛还剩三轮时重掌帅印。
2000年，因广州白云山解散而离任。
2002年，任天津立飞教练。
2003年，任天津女足总教练。
2004年，任天津市东丽区体育局足球学校总教练。

### 晚年生活
之后在天津泰达担任顾问，天津电视台担任足球解说员，并从事中小学校园足球工作。

### 逝世
沈福儒于6月12日突发大面积脑梗后被送往总医院救治不幸于6月15日去世，享年81岁。